# مبرهنة الجداء (دالة غاما)
في الرياضيات، مبرهنة الجداء هي نوع خاص من المتساويات التي تحققها دالة غاما أو دوال مرتبطة بها.

## دالة غاما وصيغة لوجوندر
{\displaystyle \Gamma (z)\;\Gamma \left(z+{\frac {1}{2}}\right)=2^{1-2z}\;{\sqrt {\pi }}\;\Gamma (2z).}
{\displaystyle \Gamma (z)\;\Gamma \left(z+{\frac {1}{k}}\right)\;\Gamma \left(z+{\frac {2}{k}}\right)\cdots \Gamma \left(z+{\frac {k-1}{k}}\right)=(2\pi )^{\frac {k-1}{2}}\;k^{\frac {1-2kz}{2}}\;\Gamma (kz)}